# Archosargus
Archosargus es un género de peces de la familia Sparidae, del orden Perciformes. Esta especie marina fue descubierta por Theodore Gill en 1865.

## Especies
Especies reconocidas del género:
- Archosargus aries (Valenciennes in Cuvier and Valenciennes, 1830)
- Archosargus pourtalesii (Steindachner, 1881)
- Archosargus probatocephalus (Walbaum, 1792)
- Archosargus rhomboidalis (Linnaeus, 1758)

### Lectura recomendada
- Eschmeyer, William N. 1990. Genera of Recent Fishes. iii + 697
- Eschmeyer, William N., ed. 1998. Catalog of Fishes. Special Publication of the Center for Biodiversity Research and Information, no. 1, vol 1-3. 2905.
- Nelson, Joseph S. 1994. Fishes of the World, Third Edition. xvii + 600.